# Milhosť
Milhosť este o comună slovacă, aflată în districtul Košice-okolie din regiunea Košice. Localitatea se află la altitudinea de 166 m deasupra n.m., se întinde pe o suprafață de 7,84 km2 și în 2017 număra 402 locuitori.

## Istoric
Localitatea Milhosť este atestată documentar din 1220.

## Demografie
| An:                | 1994 | 2004   | 2014   | 2024   |
| ------------------ | ---- | ------ | ------ | ------ |
| Număr de persoane: | 355  | 373    | 389    | 402    |
| Diferență:         |      | +5,07% | +4,28% | +3,34% |

| An:                | 2023 | 2024   |
| ------------------ | ---- | ------ |
| Număr de persoane: | 387  | 402    |
| Diferență:         |      | +3,87% |